# Roca Carbonera
La Roca Carbonera és una muntanya de 555 metres que es troba al municipi de la Baronia de Rialb, a la comarca catalana de la Noguera.